# سیارک ۲۱۵۸۲
سیارک ۲۱۵۸۲ (به انگلیسی: 21582 Arunvenkataraman، نامگذاری:1998SE58) بیست و یک هزار و پانصد و هشتاد و دومین سیارک کشف شده‌است که در ۱۷ سپتامبر ۱۹۹۸ کشف شد.
قدر مطلق سیارک برابر ۲۲.۴ است.